# Arsenura alcmene
Arsenura alcmene är en fjärilsart som beskrevs av Max Wilhelm Karl Draudt 1930. Arsenura alcmene ingår i släktet Arsenura och familjen påfågelsspinnare. Inga underarter finns listade i Catalogue of Life.